# Mark Mancina
Mark Mancina (Santa Monica, 9 maart 1957) is een Amerikaans componist van voornamelijk filmmuziek voor Hollywood. 

## Levensloop
Mancina volgde een opleiding klassiek gitarist en componeert zijn bekende filmmuziek al sinds bij het oprichten van de opnamestudio Media Ventures (vanaf 2003: Remote Control Productions) van componist en muziekproducent Hans Zimmer. Zo heeft hij samengewerkt met Trevor Rabin voor de filmmuziek van Con Air. Ook arrangeerde hij veel liederen van de Disney animatiefilm The Lion King (gecomponeerd door Hans Zimmer) inclusief de Broadway musical. Hij componeerde ook de muziek voor de film Twister (1996) van Jan de Bont, evenals de kaskrakers Speed (1994) en Bad Boys (1995). Mancina heeft bij het componeren van de Disney animatiefilms Tarzan (1999) en Brother Bear (2003) samengewerkt met Phil Collins.  Hij is tevens een fervent verzamelaar van gitaren en zeldzame muziekinstrumenten. Mancina won in zijn muziekcarrière twee Grammy awards. Deze prijzen moest hij wel delen in 1995 voor The Lion King (muziekalbum voor kinderen) als mede-producent en in 2000 Tarzan (soundtrackalbum) als mede-schrijver/artiest.

## Filmografie
| Jaar                | Titel                    | Opmerkingen                       |
| ------------------- | ------------------------ | --------------------------------- |
| 1987                | Mankillers               | met Tim James en Steve McClintock |
| Code Name Vengeance |                          | met Tim James en Steve McClintock |
| 1988                | Death Chase              | met Tim James en Steve McClintock |
| 1988                | Rage to Kill             | met Tim James en Steve McClintock |
| 1988                | Night Wars               | met Tim James en Steve McClintock |
| 1988                | Space Mutiny             | met Tim James en Steve McClintock |
| 1989                | Hell on the Battleground | met Tim James en Steve McClintock |
| 1989                | Future Force             | met Tim James en Steve McClintock |
| 1990                | Born Killer              | met Tim James en Steve McClintock |
| 1990                | Crossing the Line        |                                   |
| 1991                | The Lost Platoon         | met Tim James en Steve McClintock |
| 1991                | Where Sleeping Dogs Lie  | met Hans Zimmer                   |
| 1993                | Talking Liberty          |                                   |
| 1994                | Monkey Trouble           |                                   |
| 1994                | Speed                    |                                   |
| 1995                | Born Wild                | met Alex Wurman                   |
| 1995                | Man of the House         |                                   |
| 1995                | Bad Boys                 |                                   |
| 1995                | Assassins                |                                   |
| 1995                | Fair Game                |                                   |
| 1995                | Money Train              |                                   |
| 1996                | Twister                  |                                   |
| 1996                | Moll Flanders            |                                   |
| 1997                | Con Air                  | met Trevor Rabin                  |
| 1997                | Speed 2: Cruise Control  |                                   |
| 1998                | Return to Paradise       |                                   |
| 1999                | Tarzan                   | met Phil Collins                  |
| 2000                | Auggie Ross              | met Don Harper                    |
| 2000                | Bait                     |                                   |
| 2001                | Training Day             |                                   |
| 2001                | Domestic Disturbance     |                                   |
| 2003                | The Reckoning            | met Adrian Lee                    |
| 2003                | Brother Bear             | met Phil Collins                  |
| 2003                | The Haunted Mansion      |                                   |
| 2005                | Asylum                   |                                   |
| 2005                | Tarzan II (video)        | met Dave Metzger en Phil Collins  |
| 2007                | Shooter                  |                                   |
| 2007                | August Rush              |                                   |
| 2008                | Camille                  |                                   |
| 2009                | Imagine That             |                                   |
| 2009                | Hurricane Season         |                                   |
| 2011                | The Templar Code         |                                   |
| 2013                | Penthouse North          |                                   |
| 2013                | Planes                   |                                   |
| 2014                | Planes: Fire & Rescue    |                                   |
| 2016                | Vaiana                   |                                   |
| 2021                | Cry Macho                |                                   |
| 2022                | The Sea Beast            |                                   |
| 2024                | Juror No. 2              |                                   |
| 2024                | Vaiana 2                 | met Opetaia Foa'i                 |

## Overige producties

### Computerspellen
| Jaar | Titel   | Opmerkingen |
| ---- | ------- | ----------- |
| 2012 | Sorcery |             |

### Televisiefilms
| Jaar | Titel           | Opmerkingen    |
| ---- | --------------- | -------------- |
| 1993 | Lifepod         |                |
| 1998 | Houdini         | met Don Harper |
| 2006 | A House Divided |                |

### Televisieseries
| Jaar | Titel                                          | Opmerkingen                          |
| ---- | ---------------------------------------------- | ------------------------------------ |
| 1992 | Millennium: Tribal Wisdom and the Modern World | met John Van Tongeren en Hans Zimmer |
| 1993 | Space Rangers                                  | 1993-1994, met Hans Zimmer           |
| 1995 | The Outer Limits                               | 1995-2001, met John Van Tongeren     |
| 2005 | Blood+                                         | 2005-2006                            |
| 2005 | Criminal Minds                                 | 2005-2009                            |

### Korte films
| Jaar | Titel           | Opmerkingen |
| ---- | --------------- | ----------- |
| 2003 | Early Bloomer   |             |
| 2017 | Gone Fishing    |             |
| 2019 | Rivers of Light |             |

### Additionele muziek
Als aanvullende componist.

#### Computerspellen
| Jaar | Titel                          | Opmerkingen                     |
| ---- | ------------------------------ | ------------------------------- |
| 2009 | Call of Duty: Modern Warfare 2 | voor Lorne Balfe en Hans Zimmer |

#### Films
| Jaar | Titel             | Opmerkingen                                    |
| ---- | ----------------- | ---------------------------------------------- |
| 1989 | The Bounty Hunter | voor Tim Heintz, Tim James en Steve McClintock |
| 1990 | Days of Thunder   | voor Hans Zimmer                               |
| 1993 | Sniper            | voor Gary Chang                                |
| 1993 | True Romance      | voor Hans Zimmer                               |
| 2003 | Bad Boys II       | voor Trevor Rabin                              |

#### Televisieseries
| Jaar | Titel                   | Opmerkingen                       |
| ---- | ----------------------- | --------------------------------- |
| 1995 | The Outer Limits        | 1995-2001, voor John Van Tongeren |
| 1996 | Poltergeist: The Legacy | 1996-1999, voor John Van Tongeren |

### Muziek- / soundtrackproducent
Aan deze projecten was hij ook muziekproducent. Bij sommige films heeft hij ook aanvullende muziek gecomponeerd.

#### Films
| Jaar | Titel                 | Opmerkingen                                        |
| ---- | --------------------- | -------------------------------------------------- |
| 1994 | The Lion King         | voor Hans Zimmer                                   |
| 2006 | Brother Bear 2        | voor Matthew Gerrard, Dave Metzger en Robbie Nevil |
| 2024 | Mufasa: The Lion King | voor Dave Metzger                                  |

#### Televisieseries
| Jaar | Titel                | Opmerkingen                                                   |
| ---- | -------------------- | ------------------------------------------------------------- |
| 2001 | The Legend of Tarzan | 2001-2002, voor Don Harper, Dave Metzger en John Van Tongeren |

## Prijzen en nominaties

### Grammy Awards
| Jaar | Titel         | Categorie                                                            | Uitslag     |
| ---- | ------------- | -------------------------------------------------------------------- | ----------- |
| 1995 | The Lion King | Beste muziekalbum voor kinderen (als producent)                      | Gewonnen    |
| 1999 | The Lion King | Best Musical Show Album (als producent, uitvoerenden: Broadway cast) | Gewonnen    |
| 2000 | Tarzan        | Beste soundtrackalbum                                                | Gewonnen    |
| 2018 | Vaiana        | Beste compilatiesoundtrack voor visuele media                        | Genomineerd |

## Hitlijsten

### Albums
| Album met eventuele hitnotering(en) in de Nederlandse Album Top 100 | Datum van verschijnen | Datum van binnenkomst | Hoogste positie | Aantal weken | Opmerkingen                   |
| ------------------------------------------------------------------- | --------------------- | --------------------- | --------------- | ------------ | ----------------------------- |
| Bad Boys                                                            | 1995                  | 15-07-1995            | 38              | 11           | soundtrack                    |
| Tarzan                                                              | 1999                  | 04-12-1999            | 51              | 15           | met Phil Collins / soundtrack |
| Brother Bear                                                        | 2003                  | 08-11-2003            | 35              | 10           | met Phil Collins / soundtrack |

| Album met hitnotering(en) in de Vlaamse Ultratop 200 albums | Datum van verschijnen | Datum van binnenkomst | Hoogste positie | Aantal weken | Opmerkingen                   |
| ----------------------------------------------------------- | --------------------- | --------------------- | --------------- | ------------ | ----------------------------- |
| Bad Boys                                                    | 1995                  | 05-08-1995            | 20              | 10           | soundtrack                    |
| Tarzan                                                      | 1999                  | 18-12-1999            | 32              | 7            | met Phil Collins / soundtrack |
| Brother Bear                                                | 2003                  | 21-02-2004            | 38              | 15           | met Phil Collins / soundtrack |